# Canda Manufacturing Company
Canda Manufacturing Company war ein US-amerikanischer Hersteller von Automobilen.

## Unternehmensgeschichte
Das Unternehmen hatte seinen Sitz in Carteret in New Jersey. Ursprünglich stellte es Eisenbahn-Handwagen her. 1896 kam es zu einem Abkommen mit Charles E. Duryea mit dem Ziel, Omnibusse und Nutzfahrzeuge herzustellen. Diese Pläne führten jedoch nicht zu einer Produktion. Erst 1900 begann die Produktion von Automobilen, nun ohne Duryea. Der Markenname lautete Canda. Im Sommer 1902 endete die Produktion, als das Unternehmen aufgelöst wurde.

## Fahrzeuge
Das erste Modell von 1900 wurde Auto-Quadricycle genannt. Es war ein motorradähnliches Quadricycle im europäischen Sinne. Ein Einzylindermotor mit 1,75 PS Leistung war im Heck montiert und trieb die Hinterachse an. Der Fahrer saß hinten auf einem Motorradsattel, der Passagier vorne zwischen den Vorderrädern. Der Radstand betrug 117 cm.
Dieses Modell stand auch von 1901 bis 1902 im Sortiment. Mehr Motorleistung war gegen Aufpreis erhältlich. Ausführungen als Lieferwagen und als Tricycle genanntes Dreirad kamen dazu.
Ebenfalls von 1901 bis 1902 gab es eine modernere Baureihe. Zwei einzelne Einzylindermotoren mit jeweils 2,5 PS Leistung trieben die Fahrzeuge an. Eine Ausführung hatte 127 cm Radstand und eine offene Karosserie als Spider-Runabout. Die Sitzbank mit Platz für zwei Personen befand sich etwa in Fahrzeugmitte. Gelenkt wurde mit einem Lenkhebel. Ein etwas längerer Radstand von 137 cm ermöglichte einen Aufbau als Stanhope.

## Modellübersicht
| Jahr      | Modell           | Zylinder | Leistung (PS) | Radstand (cm) | Aufbau                         |
| --------- | ---------------- | -------- | ------------- | ------------- | ------------------------------ |
| 1900      | Auto-Quadricycle | 1        | 1,75          | 117           | Tandem-Zweisitzer              |
| 1901–1902 | Auto-Quadricycle | 1        | 1,75          | 117           | Tandem-Zweisitzer, Lieferwagen |
| 1901–1902 | Auto-Tricycle    | 1        | 1,75          | 117           | Spider Runabout                |
| 1901–1902 | 5 HP             | 2        | 5             | 127           | Spider Runabout                |
| 1901–1902 | 5 HP             | 2        | 5             | 137           | Stanhope                       |